# Martial Célestin
Martial Lavaud Célestin (Ganthier, 4 de outubro de 1913 - Port-au-Prince, 4 de fevereiro de 2011) foi um advogado e político haitiano. 
Nomeado primeiro-ministro do Haiti pelo presidente Leslie Manigat em março de 1988, ao abrigo das disposições da Constituição de 1987, foi deposto pelo golpe de Estado que aconteceu em 20 de junho de 1988.